# Jean-Baptiste Le Chevalier
Jean-Baptiste Le Chevalier, auch Lechevalier (* 1. Juli 1752 in Trelly, Département Manche; † 2. Juli 1836 in Paris, Saint-Étienne-du-Mont), war ein französischer Astronom, Reisender und Archäologe.

## Leben
Ursprünglich war Jean-Baptiste Le Chevalier für den geistlichen Stand bestimmt und studierte am Seminar Saint-Louis in Paris, wurde aber nicht Priester. Er lehrte von 1772 bis 1778 an den Collèges du Plessis, d’Harcourt und de Navarre. Seine wissenschaftlichen Bestrebungen brachten ihn mit dem auch als Archäologen bekannten französischen Diplomaten Marie Gabriel Choiseul-Gouffier in Kontakt. Als dieser 1784 zum französischen Gesandten in Konstantinopel ernannt wurde, schloss sich Le Chevalier unter Aufgabe seines Lehramtes angeblich als dessen Sekretär an, hauptsächlich aber deshalb, um geographische und archäologische Forschungen betreiben zu können. Er bereiste dann Italien und die Nordwestküste von Kleinasien, wo er seine Untersuchungen besonders der Ebene von Troja widmete, in der er die Gräber von Ajax, Achilles und Protesilaus gefunden zu haben vorgab. In den folgenden Jahren forschte er an der Küste des Marmarameers und Schwarzen Meers.
Nach Ausbruch der Französischen Revolution nach Frankreich zurückgekehrt, wurde Le Chevalier der dortige Aufenthalt sehr verleidet. Er ging 1790 nach England, bereiste in den folgenden Jahren Deutschland, Holland, Dänemark, Schweden und Russland, von wo aus er sich 1795 nach England zurückbegab und im Haus von Sir Francis Burdett gastfreundlich aufgenommen wurde. 1797 kam er kurzzeitig wieder nach Frankreich, besuchte dann aber noch Spanien und Portugal und kehrte über Sizilien 1805 nach Frankreich zurück. Er brachte viele literarische Schätze mit, die er auf seinen Reisen gefunden hatte. Seit 1806 war er bei der Bibliothek Sainte-Geneviève in Paris angestellt, deren erster Konservator er wurde. In seinem unter dem Pseudonym Konstantin Koliades herausgegebenen Werk Ulysse-Homer, or a discovery of the true author of the Iliad and Odyssea (London 1829; französisch Ulysse-Homère, ou du véritable auteur de L’Iliade et L’Odyssée, Paris 1829) behauptete er, nicht Homer, sondern Odysseus sei der Verfasser der Ilias und Odyssee gewesen. Er starb am 2. Juli 1836 im Alter von 84 Jahren in Paris.
1791 wurde er zum korrespondierenden Mitglied der Göttinger Akademie der Wissenschaften gewählt.

## Weitere Schriften
- Voyage de la Troade, ou table de la plaine de Troie dans son état actuel, London 1794; 3. Auflage 3 Bde., Paris 1802, mit Atlas.
  - Deutsche Übersetzung von Karl Gotthold Lenz, Reise nach Troas oder Gemählde der Ebene von Troja in ihrem gegenwärtigen Zustande, Altenburg, 1800.
- Voyage de la Propontide et du Pont-Euxin, 2 Bde., London 1800.
  - Reise durch den Propontis und Pontus-Euxinus. Liegnitz und Leipzig: Siegert, 1801.